# Veine rectale
Les veines rectales, ou veines hémorroïdales en ancienne nomenclature, sont des vaisseaux qui drainent le sang veineux du rectum vers le système cave inférieur et vers le système porte.

## Anatomie humaine
Chez l'Homme, il existe 3 veines rectales : supérieure, moyenne et inférieure. Elles sont le lieu d'une anastomose qui relie le sang veineux du système porte et celui du système cave.

### La veine rectale supérieure
La veine rectale supérieure draine le sang veineux qui provient de l'ampoule rectale, elle va ensuite se déverser dans la veine mésentérique inférieure et rejoindre ainsi la veine porte.

### La veine rectale moyenne
La veine rectale moyenne draine aussi l'ampoule rectale, elle rejoint cependant la veine iliaque interne homolatérale avant que son sang ne se jette dans la veine cave inférieure (via la veine iliaque commune).

### La veine rectale inférieure
La veine rectale inférieure rejoint la veine pudendale (anciennement: honteuse) interne, puis la veine iliaque interne et suivra ensuite le même trajet que le sang provenant de la veine rectale moyenne en se jetant dans la veine cave inférieure.

## Pathologie
Lors d'une hyperpression portale, le sang porte va affluer vers la veine rectale supérieure et grâce aux anastomoses importantes va rejoindre les veines hémorroïdales qui vont se dilater fortement. Le sang va ainsi rejoindre le système cave inférieur. Les veines rectales sont l'une des anastomoses porto-cave.